# 馬辺イ族自治県
馬辺イ族自治県（ばへん-イぞく-じちけん、四川彝語: ꂶꀜꆈꌠꊨꏦꏱꅉꑤ）は中華人民共和国四川省楽山市に位置する自治県。

## 行政区画
12鎮、3郷を管轄する
- 鎮：民建鎮、栄丁鎮、下渓鎮、蘇壩鎮、煙峰鎮、労動鎮、荍壩鎮、建設鎮、民主鎮、梅林鎮、雪口山鎮、三河口鎮
- 郷：大竹堡郷、高卓営郷、永紅郷

## 健康・医療・衛生
- 馬辺彝族自治県人民医院